# 笠岡湾干拓地

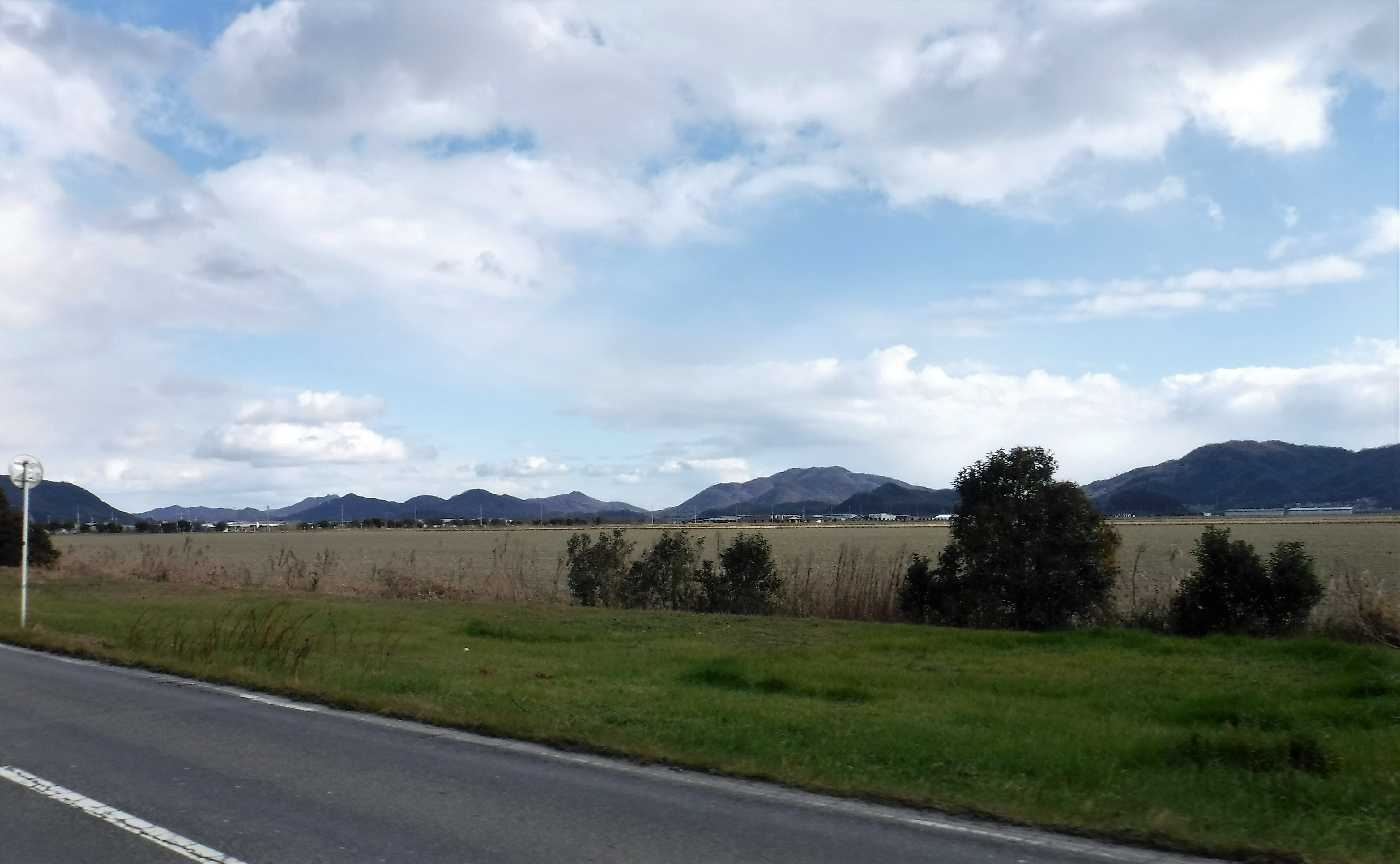
笠岡干拓地

笠岡湾干拓地（かさおかわん かんたくち）は、岡山県笠岡市市街地南方の干拓地の総称である。笠岡干拓（かさおかかんたく）とも呼ばれる。また当地の大部分を占める農業用地を中心にベイファームまたはべいふぁーむの愛称でも呼ばれる。
笠岡湾の干拓は、国営事業として1947年から開始された同市市街地西方の現在番町と呼ばれている市街地区周辺のものと、同じく国営事業として1966年より開始された本土から神島に渡るものがあるが、現在一般的に笠岡湾干拓地と呼ばれているのは後者の方である。当頁では、後者について記述している。

## 概要
笠岡湾干拓地は、国営（農林水産省）事業として、笠岡市の中心市街地南方から神島間に広がっていた笠岡湾を、本土側の茂平地区から神島西部）寺間）、また生江浜地区から神島北部まで堤防を築き、干拓により陸地を造成したものである。概ね水深5m以内、18.07km2の水域を対象とした。1966年12月より事業を開始し、約22年、総事業費約300億円を費やし、1990年3月完全竣工した。これにより神島及びその属島の片島・木之子島は陸続きとなる。
大半は農業用地で、約11.91km2ある。西方の沿岸部は工業用地に使用され、約4.6 km2となっている。農業用地は、ベイファーム（べいふぁーむとも）という名称が付けられ、花・野菜・果樹の栽培などの農業、乳牛や肉牛の酪農・畜産業などが行われている。また菜の花畑やひまわり畑もあり、観光スポットとなっている。
なお、用水に関しては、沿線各市町の工業用水・水道用水と合わせて、同水源となっている高梁川から延長24kmの導水路を建設して確保された。
干拓竣工時の1990年には、完成を記念し食と緑の博覧会が当地を会場にして開催され、翌1991年に笠岡農道空港が開業。続く1994年に公園のかさおか太陽の広場が開園し、2005年に笠岡総合スポーツ公園が開業、2008年には地区内を縦断する笠岡バイパスの側道部分が開通、さらには2011年に同道路沿線に道の駅笠岡ベイファームが開業している。
2004年、岡山県と笠岡市で共同所有する笠岡湾干拓粗飼料基地、及び干拓地の有効活用のため、市・市議会議員・県議会議員・商工会議所・干拓土地改良区・地元農家・民間団体等を中心に「笠岡湾干拓粗飼料基地活性化促進期成会」が発足した。
また、笠岡市は「笠岡湾干拓地活性化プラン」を策定し、「大地が育む儲かる農づくり」「環境にやさしい麗しの農づくり」「ふれあいと癒しの農づくり」を活性化の3本柱として定めた。具体的には農産物のブランド化・企業の農業参入、家監査供物栽培・減農薬栽培・堆肥エネルギーバイオマス活用、農産物の直売・市民交流などが挙げられた。
この結果、2006年にはドール（ドール・フード・カンパニー）が干拓地内に進出することが決定した。同社は、現地農業法人「I LOVE ファーム 笠岡」を設立し、栽培除草剤無使用のブロッコリーを栽培している。またブロッコリーを中心に1 km2規模（甲子園球場25個分）の栽培・干拓農家との契約栽培等を計画している。

## 用途別面積
単位は全てkm2とする。
- 総面積 – 18.11
  - 農地関連総面積 – 11.91
    - 一般配分用地 – 4.78
      - 入植者 – 3.28
      - 増反 – 1.5

    - 公共的農業利用地 – 3.98
      - 営農センター - 0.16
      - 粗飼料 – 3.82

    - 土地改良財産用地（堤防敷、排水路敷ほか） – 2.47
    - その他（入植者宅地） – 0.68

  - 工業用地総面積 – 4.6
    - 港湾水域 – 1.6

## 沿革
- 1959年4月1日 - 予備調査開始
- 1962年4月1日 - 本調査開始
- 1965年2月 - 日本鋼管福山事業所が開業（当地にも事業所が立地）
- 1966年12月16日 - 事業着手
- 1969年8月 - 共同導水工事
- 1972年3月 - 共同導水工事完了
- 1973年2月8日 - 事業計画決定
  - 2月27日 - 東側堤防締切完成
- 1975年9月 - 西側堤防締切完成
- 1976年3月 - 干陸排水
- 1977年8月 -  干陸排水完了
- 1982年12月13日 - 事業計画変更（第1次）
- 1984年5月24日 - 干陸計画決定 
  - 11月12日 - 土地配分計画決定
  - 11月 - 土地配分公告（5回）
- 1986年6月13日 - 事業計画変更（第2次）
- 1987年9月24日 - 干陸計画変更（第1次）
- 1990年1月17日 - 干陸計画変更（第2次） 
  - 2月 - 土地配分公告終了
  - 3月16日 - 食と緑の博覧会開催
  - 3月31日 - 干拓事業完全竣工
  - 4月15日 - 食と緑の博覧会終了
- 1991年 - 笠岡農道空港（笠岡ふれあい空港）開業
- 1994年4月1日 - かさおか太陽の広場開業
- 1997年11月 - 第1回べいふぁーむ笠岡マラソン開催
- 2004年 - 笠岡湾干拓粗飼料基地活性化促進期成会発足
- 2005年4月1日 - 笠岡総合スポーツ公園開業
- 2006年9月 - ドール・フード・カンパニー（DOLE）の進出が決定
- 2008年3月15日 - 笠岡バイパス暫定開通（側道部）
- 2011年8月4日 - 道の駅笠岡ベイファーム開業

## 地域区分
干拓地は、平成町・カブト東町・カブト中央町・カブト西町・カブト南町・拓海町（以上 農業用地）・港町・鋼管町（以上 工業用地）の大字に分かれている。笠岡市は行政上の広域地区として、農業用地の大字をまとめて平成カブト、工業用地の大字をまとめて鋼管と設定している。

### 平成カブト
総人口121人（男性63人、女性58人）、世帯数39世帯。
平成町
人口・世帯数ともなし。郵便番号は、714-0054。
カブト東町
人口2人（男性2人）、世帯数2世帯。郵便番号は、714-0051。
カブト中央町
人口21人（男性13人、女性8人）、世帯数8世帯。郵便番号は、714-0052。
カブト西町
人口・世帯数ともなし。郵便番号は、714-0053。
カブト南町
人口・世帯数ともなし。郵便番号は、714-0046。
拓海町
人口98人（男性48人、女性50人）、世帯数29世帯。郵便番号は、714-0047。

### 鋼管
総人口・世帯数ともなし。
鋼管町
郵便番号は、714-0063。
港町
郵便番号は、714-0045。

## 地勢
山岳
- 片島 - かつての島嶼（有人）。神島の属島だったため、現在も大字は神島となっており、飛地になっている。
- 木之子島 - かつての小島嶼（無人）。神島の属島だったが、上記と異なり、現在は当地の大字である拓海町内となっている。

水域
- 笠岡湾 - 大規模干拓により縮小。当地の北東となり、神島から市街南部を通り金浦まで細長い入江状となっている。
- 1号幹線排水路
- 2号幹線排水路
- 3号幹線排水路
- 国繁承水路
- 神島承水路
- 1号支線排水路
- 2号支線排水路
- 3号支線排水路
- 4号支線排水路
- 40号小排水路
- 茂平川
- 遊水池

## イベント等
- べいふぁーむ笠岡マラソン - 2月
- 千本桜 - 3〜4月頃
- 菜の花畑 - 4月頃
- 笠岡ふれあい空港ラジコンフライトショー - 4月
- ひまわり畑・ひまわりロード - 8月頃
- 空と大地のひまわりカーニバル - 8月
- 空と大地のカーニバル - 10月

## 主要施設
行政
- 井笠広域クリーンセンター - 平成町
- 井笠広域粗大ゴミ処理センター - 平成町
- リサイクルプラザ - 平成町
- 干拓中央管理事務所 - 平成町
- 笠岡湾干拓粗飼料基地 - 平成町
- 寺間排水機場 - カブト西町
- 片島排水機場 - 拓海町

事業所
- 種苗センター - 平成町
- JAかさや農産物出荷場 - 平成町
- JFEスチール西日本製鉄所福山地区 - 鋼管町
- アドケムコ - 鋼管町
- 茂平臨海工業団地
  - マルフクヴァレッジ - 鋼管町
  - 川上製作所 - 鋼管町
  - ダウ化工 - 鋼管町
  - アルライト - 鋼管町
  - 奥田工業 - 鋼管町
  - サニックス - 港町

娯楽・公園
- 笠岡総合スポーツ公園 - 平成町
- 水と緑のふれあい広場 - 平成町
- かさおか太陽の広場 - カブト東町（平成町-カブト東町-拓海町に跨る）
- JFE瀬戸内海ゴルフ倶楽部 - 鋼管町

名所
- べいふぁーむ笠岡千本桜 - カブト東町
- べいふぁーむ笠岡菜の花畑 - カブト西町・カブト中央町（ふれあい空港周辺）
- べいふぁーむ笠岡ひまわり畑 - カブト西町・カブト中央町（上記と同所）
- ひまわりロード - カブト西町・カブト中央町(ふれあい空港周辺道路）

他
- 笠岡農道空港(笠岡ふれあい空港） - カブト西町
- 新笠岡港 - 港町

## 交通
道路
- 国道2号笠岡バイパス
- 幹道1号
- 幹道2号
- 幹道3号
- 幹道4号
- 幹道5号